# Gendarmerie de Villeneuve-de-Berg
La gendarmerie de Villeneuve-de-Berg est une gendarmerie située à Villeneuve-de-Berg, en France.

## Localisation
La gendarmerie est située sur la commune de Villeneuve-de-Berg, dans le département français de l'Ardèche.

## Historique
L'édifice est inscrit au titre des monuments historiques en 1931.